# TEKNOWERK
『TEKNOWERK』（テクノヴェルク）はナムコが2000年に発売したアーケードゲーム。

## ゲームシステム
このTEKNOWERKは一般的な音楽ゲーム違って表示される楽譜通りに演奏を行うというシステムではなく、表示されるお手本を基にフレーズと押すべき鍵盤を記憶した上で演奏して再現するという、1978年にアメリカで発売された電子玩具「サイモン」の要素を取り入れたような作風となっている。

### 入力デバイス
ゲームプレイには17鍵盤のキーボードを利用する。筐体の両側に取り付けられていて2人同時プレイも可能である。鍵盤にはLEDが埋め込まれていて発光する。その他に各種選択用のボタンもある。

### プレイの流れ
コインを投入してモードを選択するとゲームが開始する。モードは"LESSON"・"NORMAL"・"HARD"・"PRO"の4つが存在するが、LESSONは練習用であり、実質3モードである。
各ステージが始まると、2小節のフレーズがお手本として演奏される。その際、その時鳴っている音に合わせて画面に表示された鍵盤の模式図及びキーボードが発光する。お手本の終わりに「three, four」とリズムに合わせて合図が入るので、直前に演奏されたフレーズの通りにキーボードを弾くと評価が行われる。再現度に応じて"Excellent"から"Awful"までの4段階の評価が行われ、スコアが加算されると同時に画面下部に表示されているレベルゲージが増加する。レベルゲージの増加量はスコアに比例し、ステージで満点を獲得するとゲージが一杯になるようになっている。
演奏の評価は鍵盤を弾くタイミングがどの程度合っているかということが中心に行われるが、鍵盤を離したタイミングも評価に加えられる。
お手本を聞く事とプレイヤーによる演奏を数回繰り返すとステージは終了する。レベルゲージには2本の印が付いていて、一本目の印を超えるとレベルゲージは黄色に変化する。二本目の印を超えると青色になる。終了時にレベルゲージが黄色もしくは青色になっていればステージクリアである。赤色のままだった場合はゲームオーバーとなる。
これを繰り返し、ゲームオーバーにならずに4曲を演奏できればゲームクリアとなる。

### 曲の選択
このゲームではプレイする曲を選ぶ事は隠しコマンドを使わないと出来ない。各モードの一曲目は固定されていて、二曲目以降は前の曲をクリアした際のレベルゲージが黄色か青色かで自動的に選択される。ただし"PRO"モードでは曲が固定されている。

### ボーナスステージ
4曲目をクリアした際に、全ての曲でレベルゲージを青にすることに成功すると、ボーナスステージが登場する。NORMALとHARDは難易度が一つ上のモードの一曲目の曲が登場するが、PROのボーナスステージはXEVIOUSをモチーフにした専用の曲となり、実質エンディングとなる。